# Shinoona Salah al-Habsi
Shinoona Salah al-Habsi (* 3. Juli 1993  in Al-Khoudh) ist eine omanische Leichtathletin.
Die persönliche Bestleistung von Shinoona Salah al-Habsi im 100-Meter-Lauf steht bei 12,19 s. Diese Leistung erzielte sie am 7. März 2013 in Manama. Im 200-Meter-Lauf stammt ihre persönliche Bestleistung mit 25,40 s ebenfalls aus dem Jahr 2013.
Die 1,62 m große und 60 kg schwere Sportlerin startete bei den Olympischen Jugend-Sommerspiele 2010 und Olympischen Spielen 2012 im 100-Meter-Lauf. Bei ihrer Teilnahme 2012 kam mit 12,45 s auf den 13. Platz in den Vorläufen.